# Jon-Hermann Hegg
Jon-Hermann Hegg   (An Daingean, Irlanda, 26 març 1999, 26 de març de 1999), és un tirador olímpic noruec, especialitzat en les proves de Rifle 3 posicions 50 metres i de Rifle d'aire 10 metres. Ha participat en els Jocs Olímpics de Tòquio de 2020. A més ha guanyat una medalla de bronze en la prova de Rifle 3 posicions 50m en el Campionat del Món de Tir del Caire de 2022 i ha guanyat 4 medalles (2 d'or) en els Campionats d'Europa de Tir.

## Trajectòria professional
| Jocs Olímpics      | Jocs Olímpics | Jocs Olímpics | Jocs Olímpics                  |
| Any                | Seu           | Posició       | Prova                          |
| ------------------ | ------------- | ------------- | ------------------------------ |
| 2020               | Tòquio        | 4a posició    | Rifle 3 posicions 50m          |
| 2020               | Tòquio        | 22a posició   | Rifle d'aire 10m               |
| 2020               | Tòquio        | 9a posició    | Rifle d'aire 10m Equip mixt    |
| Campionat del Món  |               |               |                                |
| 2022               | Caire         | 3             | Rifle 3 posicions 50m          |
| 2022               | Caire         | 34a posició   | Rifle d'aire 10m               |
| 2022               | Caire         | 8a posició    | Rifle estès 50m                |
| 2022               | Caire         | 6a posició    | Rifle d'aire 10m Equip mixt    |
| 2023               | Bakú          | 21a posició   | Rifle 3 posicions 50m          |
| 2023               | Bakú          | 34a posició   | Rifle d'aire 10m               |
| 2023               | Bakú          | 21a posició   | Rifle d'aire 10m Equip mixt    |
| Campionat d'Europa |               |               |                                |
| 2019               | Bolonya       | 3             | Rifle 3 posicions 50m          |
| 2019               | Bolonya       | 39a posició   | Rifle estès 50m                |
| 2021               | Osijek        | 1             | Rifle 3 posicions 50m          |
| 2021               | Osijek        | 13a posició   | Rifle estès 50m                |
| 2022               | Breslau       | 2             | Rifle 3 posicions 50m          |
| 2022               | Breslau       | 6a posició    | Rifle estès 50m                |
| 2022               | Hamar         | 20a posició   | Rifle d'aire 10m               |
| 2022               | Hamar         | 13a posició   | Rifle d'aire 10m Equip mixt    |
| 2023               | Tallín        | 13a posició   | Rifle d'aire 10m               |
| 2023               | Tallín        | 5a posició    | Rifle d'aire 10m Equip masculí |
| 2023               | Tallín        | 1             | Rifle d'aire 10m Equip mixt    |